# سان بارتيلمي
سان بارتيلمي (بالفرنسية: Saint-Barthélemy)‏ (بالسويدية: Sankt Barthelemy) واسمها رسميا التجمع الإقليمي لسانت بارتيليمي (بالفرنسية: Collectivité territoriale de Saint-Barthélemy)‏، وسميت أوانالاو من قبل السكان الأصليين، هي جزيرة كاريبية وهي تجمع ما وراء البحار تابع لفرنسا في جزر الهند الغربية. وتختصر أحيانا إلى سانت بارت، تقع الجزيرة على بعد 35 كيلومترا (22 ميل) جنوب شرق سانت مارتن وشمال سانت كيتس. وتبعد عن بورتوريكو 240 كيلومترا (150 ميل) إلى الغرب منها في جزر الأنتيل الكبرى.
كان سانت بارتيليمي لسنوات عديدة بلدية فرنسية وكانت تشكل جزءا من غوادلوب، وهي منطقة في الخارج وقسم من فرنسا. في عام 2003، صوتت الجزيرة لصالح الانفصال عن غوادلوب لتشكيل جماعة منفصلة في الخارج (COM) من فرنسا. والجماعة هي واحدة من أربع مناطق بين جزر ليوارد في شمال شرق البحر الكاريبي التي تشكل جزر الأنتيل الفرنسية، إلى جانب سانت مارتن، غوادلوب (200 كم (120 ميل) إلى الجنوب الشرقي)، ومارتينيك.
سانت بارتيليمي هي جزيرة بركانية محاطة بالكامل بالشعاب الضحلة، وتبلغ مساحتها 25 كيلومترا مربعا (9.7 ميل مربع) ويبلغ عدد سكانها 9,278 نسمة (تعداد يناير 2013). عاصمتها غوستافيا، التي تحتوي أيضا على الميناء الرئيسي للجزيرة. وهي الجزيرة الكاريبية الوحيدة التي كانت مستعمرة سويدية لفترة زمنية طويلة؛ حيث كانت جوادلوب تحت حكم السويد لفترة وجيزة فقط في نهاية الحروب النابليونية. وتظهر الرموز مثل الشعار السويدي والتيجان الثلاثة في شعار الجزيرة. إلا أن اللغة والمطبخ والثقافة تتبع الثقافة الفرنسية بشكل واضح. الجزيرة هي وجهة سياحية شعبية خلال موسم العطلات الشتوية، وخاصة بالنسبة للأغنياء والمشاهير خلال فترة عيد الميلاد وفترة العام الجديد.

### تاريخيا

#### في فترة مبكرة
الهنود الحمرهم البشر الأوائل الذين عاشوا على هذه الجزيرة حيث كان اسمها في لغة الكالينا أونالاو إلى أن وصل كريستوفر كولومبوس إلى الجزيرة خلال رحلته الثانية عام 1493 ليغير اسمها الى سان بارتولوميو تكريما لشقيقه بارتولوميو ثم استمرت الزيارات الاوروبية المتفرقة للجزيرة حتى بدأت العملية تأخذ شكلا استعماريا

#### في القرن السابع عشر
بحلول عام 1648 استوطنت الجزيرة من قبل الفرنسيين بتشجيع من فليب دو بوانسيه الذي كان بدوره نائب رئيس شركة الهند الغربية الفرنسية و عضو من أعضاء فرسان الاسبتارية التي أحكمت قبضتها على الجزيرة
كان عدد المستوطنين في البداية حوالي 50 إلى 60 مستوطنًا ثم ازدادت أعدادهم لاحقًا بوصول أعداد قادمة من سانت كيتس, تحت قيادة جاك غنتس،حيث بدأ المستوطنون الجدد في زراعة الكاكاو. إلى أن تعرضت المستوطنة لهجوم من طرف الكاريب عام 1656 فتم التخلي عنها بشكل مؤقت.

#### في القرن الثامن عشر
ثبت فشل الجزيرة من الناحيةالإقتصادية،كما أنها تعرضت للقرصنة خاصة من قبل دانيال مونتبار و يضاف على ذلك تعرضها للهجوم من قبل البريطانيين عام 1744. وبالتالي، وبعد اعتبارها ذات قيمة ضئيلة، قام الملك لويس السادس عشر بتبادل الجزيرة مع السويد في عام 1784 مقابل امتيازات تجارية في غوتنبرغ. وشهد التغييرعلى مستوى السلطة تقدما و تطورا إقتصاديا حيث تم الإعلان عن غوستافيا وهو عبارة عن ميناء حر ( أطلق عليه هذا الاسم نسبة إلى الملك السويدي غوستاف الثالث الذي حكم في ذلك الوقت) كان هذا الميناء مهما و ملائما لتجارة السلع والبضائع بين الأوروبيين متضمنة بضائع محظورة.

#### في القرن التاسع عشر
تم انتهاج و تقنين العبودية في سانت بارتيليمي وفقًا لمرسوم يتعلق بشرطة العبيد والأشخاص الملونين الحرين لعام 1787. إلى أن منحت الدولة حرية آخر العبيد المملوكين قانونيًا في مستعمرة السويد في سانت بارتيليمي في 9 أكتوبر 1847 ونظرًا لأن الجزيرة لم تكن منطقة زراعية كبيرة، عانى العبيد المحررون من صعوبات اقتصادية بسبب نقص الفرص الوظيفية.
في عام 1852، ضرب إعصار مدمر الجزيرة تلاه حريق ألحق ضرراكبيرا بالاقتصاد،مما جعل السويد تسعى لتخلص منها عام 1867وذلك عبر استفتاء أقيم في عام 1877 لتقوم السويد ببيع الجزيرة لفرنسا قي عام 1878 وبعد ذلك تم إدارتها كجزء من الغودلوب. دعمت وسائل الإعلام السويدية بيع الجزيرة لفرنسا واصفة فقر الجزيرة على أنه مصدر إهانة للسويد.

#### في القرن العشرين
في 19 مارس 1946 أصبح سكان الجزيرة مواطنين فرنسيين بكامل الحقوق ونظرًا للفرص الاقتصادية المحدودة على الجزيرة قام العديد من رجال سانت بارتيلمي بالعمل في سانت توماس لدعم و إعالة عائلاتهم. و في الستينات تم تنظيم السياحة وإنشاء الفنادق وتطور الأمر أكثر في السبعينات خاصة بعد بناء ممر الهبوط الجوي الذي بإمكانه استيعاب طائرات متوسطة الحجم فسرعان ما أصبحت الجزيرة مشهورة كوجهة فاخرة للسياحة الراقية، حيث كانت تستقطب العديد من المشاهير مثل غريتا غاربو وهوارد هيوز وبنجامين دي روتشيلد وديفيد روكفلر ولورن مايكلز وشيفي شيز وستيف مارتن وجيمي بافيت وجوني هاليدي إن زيادة أعداد السياح أدت إلى ارتفاع مستويات المعيشة.
لم يتم توصيل الجزيرة بالكهرباء حتى الثمانينيات.

#### في القرن الحادي و العشرين
لعدة سنوات، كانت سانت بارتيليمي بلدية فرنسية و جزءًا من الغوادلوب، وهي منطقة وإدارة خارجية تابعة لفرنسا. سعى سكان الجزيرة للانفصال عن الولاية الإدارية لغوادلوب من خلال استفتاء أقيم عام 2003، وتم تحقيق ذلك في عام 2007 حيث أصبحت جزيرة سانت بارتيليمي تابعة لجماعة ترابية بعيدة الحكم و تم انتخاب مجلس إقليمي لإدارتها، والذي قدم للجزيرة درجة من الحكم الذاتي. يمثل الجزيرة في باريس عضو مجلس الشيوخ. استطاعت سانت بارتيليمي الحفاظ على وضعها كميناء حر وغادرت الإتحاد الأوروبي،لتصبح إقليما خارجيا في 1 يناير 2012
تعرضت الجزيرة لأضرار ناجمة عن إعصار إيرما في سبتمبر 2017، لكنها تعافت بسرعة، وفي أوائل عام 2018،و كانت وسائل النقل والكهرباء تعمل بشكل كبير.